# Callichirinae
Callichirinae is een onderfamilie van kreeftachtigen uit de klasse van de Malacostraca (hogere kreeftachtigen).

## Geslachten
- Balsscallichirus Sakai, 2011
- Barnardcallichirus Sakai, 2011
- Callichiropsis Sakai, 2010
- Callichirus Stimpson, 1866
- Corallianassa Manning, 1987
- Forestcallichirus Sakai, 2011
- Glypturoides Sakai, 2011
- Glypturus Stimpson, 1866
- Grynaminna Poore, 2000
- Lepidophthalminus Sakai, 2015
- Lepidophthalmus Holmes, 1904
- Michaelcallianassa Sakai, 2002
- Neocallichirus Sakai, 1988
- Podocallichirus Sakai, 1999
- Sergio Manning & Lemaitre, 1994
- Thailandcallichirus Sakai, 2011
- Tirmizicallichirus Sakai, 2011